# Lydia Roppolt
Lydia Roppolt (* 17. März 1922 in Moskau; † 28. November 1995 in Wien) war eine österreichische Künstlerin der Moderne. Ihre Hauptwerke sind Glasfenster für Kirchen. Daneben schuf sie auch Fresken, Textilien, plastische Objekte, Ölbilder und Grafiken.

## Leben
Lydia Roppolt wurde von der Lehrerin Emma Agnes Roppolt aus Wien adoptiert. Sie studierte an der Akademie der bildenden Künste Wien bei Sergius Pauser, Albert Paris Gütersloh und Herbert Boeckl. 
Eine entscheidende Wende in ihrem Schaffen brachte der Gewinn des Wettbewerbes für das Glasfensterband für die Linzer Bindermichl-Kirche im Jahr 1955. Eine Vielzahl von Aufträgen für Glasfenster folgte.
Roppolt gehörte der Benediktinischen Laiengemeinschaft an, die von Erzabt Jakobus Reimer gegründet wurde. Sie ist in der Konradkirche in Oberwang beerdigt; dort hatte sie seit 1970 ihr Atelier.

## Rezeption
Linzer Bischof Manfred Scheuer meinte im Jahr 2022, anlässlich einer Feier zur hunderdsten Wiederkehr von Roppolts Geburtstag, dass ihre Werke "einen speziellen Blick auf Jesus und dessen Grundhaltungen" eröffneten. Ihre Werke vermittelten "Würde, Zuwendung, Leben und Hoffnung." Besonders die Darstellung von Gesichtern und Augen seien der Glasmalerin wichtig gewesen.

## Werke in Österreich
Kärnten
- Wandteppich, Bühnenvorhang und ein großes hölzernes Kruzifix im Bildungshaus St. Georgen am Längsee

Niederösterreich
- Glasfenster in der Kapelle des erzbischöflichen Knabenseminars Sachsenbrunn in Kirchberg am Wechsel
- Fresken in der Jugendkapelle des Bischöflichen Knabenseminars in Melk
- 1960 Wandmalerei am Chorscheitel einer naiv-expressionistischen Kreuzigungsgruppe in der Pfarrkirche hl. Johannes d. T. in Engstetten
- 1963 Glasmalerei in der Seminarkapelle im Gymnasium und Realgymnasium Sachsenbrunn
- Mosaik Christus in Emmaus und Kreuzwegreliefs in der Pfarrkirche Möllersdorf
- 1971 Betonrelief, Wandteppich, Kreuz zur Pfarrkirche Winzendorf

Oberösterreich

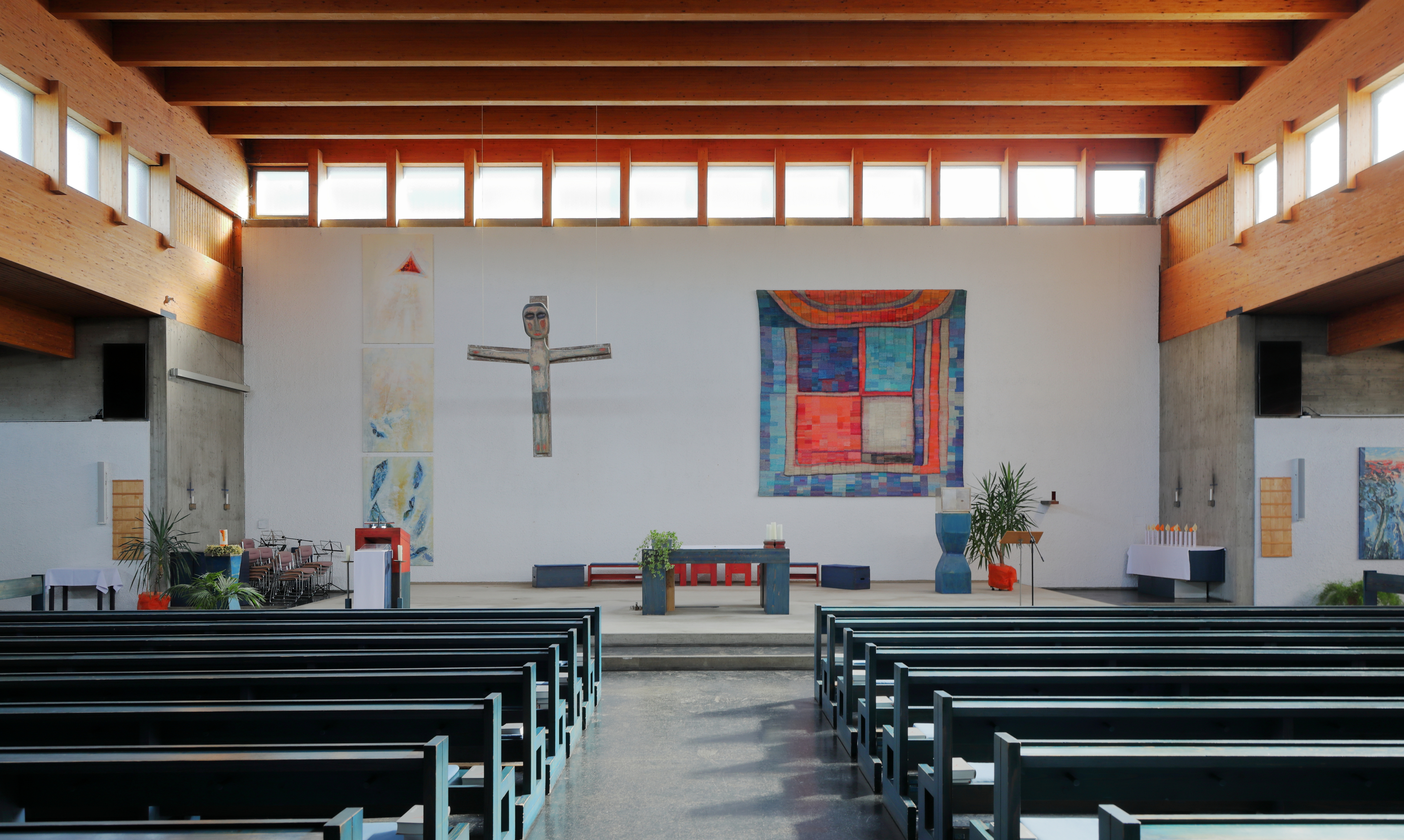
Innenausgestaltung der Pfarrkirche Sierninghofen-Neuzeug (1971)

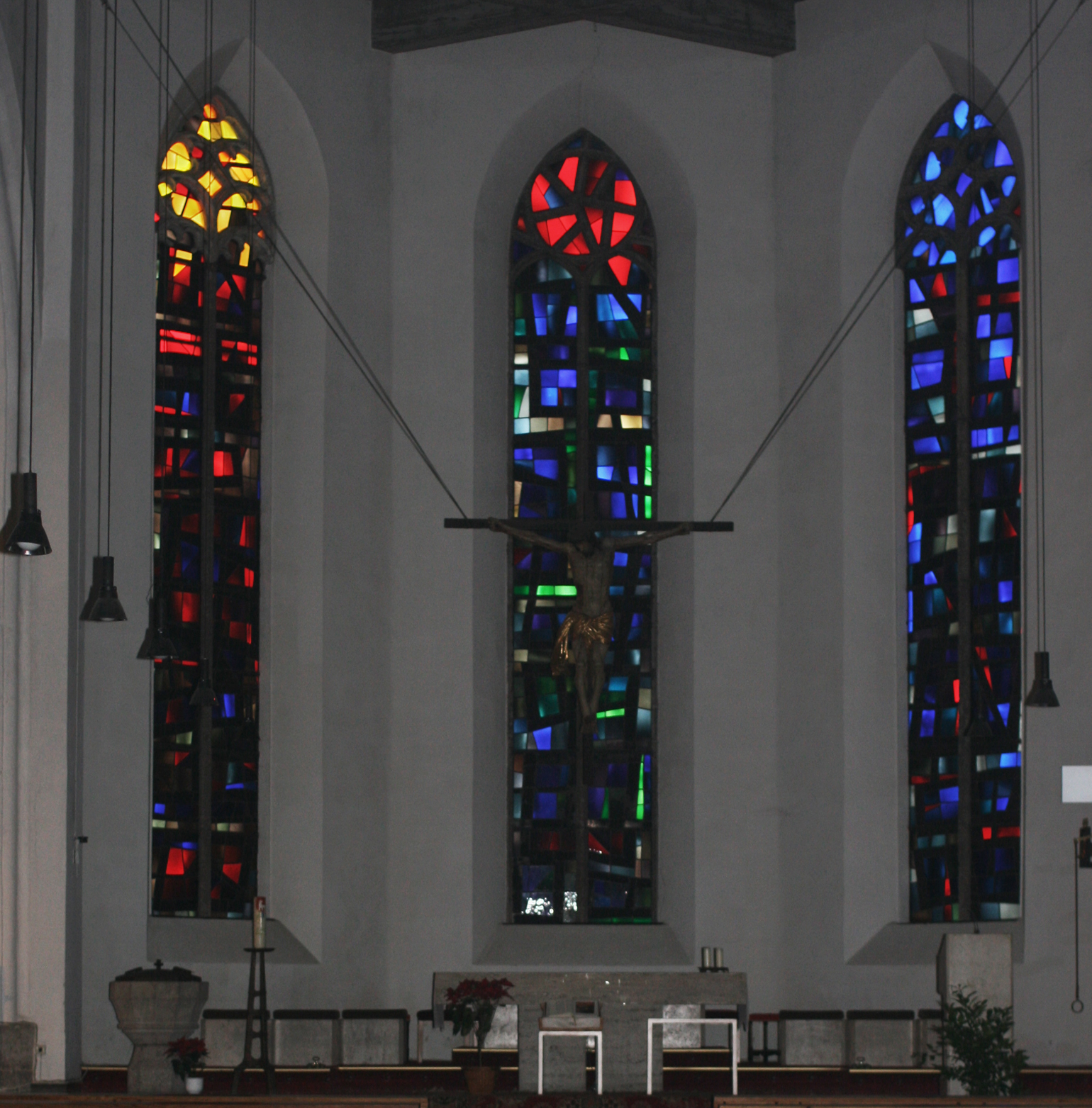
Glasfenster im Chor der Stadtpfarrkirche Kirchdorf/Krems

- Glasfenster, Wandteppiche, Bodenteppiche, Kruzifix, Epitaph, Grabkapelle und Orgel in der Kirche zum Heiligen Konrad in Oberwang
- Glasfenster in der Stadtpfarrkirche Kirchdorf an der Krems
- Glasfenster in der Kirche von Lembach im Mühlkreis
- Fresken und Teppiche in der Kapelle des Bildungshauses Schloss Puchberg bei Wels
- Glasfenster und Wandteppich in der Christkönigkirche (Friedenskirche) in Linz, 1961
- Die guten und die bösen Engel, Glasfensterfries 3 × 90 m, Linz-Bindermichl
- Meditationsraum im Stiftsgymnasium Schlierbach
- Wandteppich im Erholungsheim Tisserand in Bad Ischl
- Glasfenster in der Filialkirche St. Ägyd in Thalheim bei Wels
- 1971 Kruzifix und Teppich in der Pfarrkirche Sierninghofen-Neuzeug
- Glasfenster in der Pfarrkirche Pfandl („Maria an der Straße“) in Bad Ischl
- Glasfenster in der Pfarrkirche St. Stefan am Walde
- Glasfenster in der Autobahnkirche Haid in Ansfelden
- Glasfenster in der Pfarrkirche Kleinreifling in Weyer
- Glasfenster in der Pfarrkirche Steyrling
- Bild „Mariä Verkündigung“ in der Pfarrkirche Auwiesen (Linz)
- Einrichtung der Pfarrkirche Sierninghofen-Neuzeug
- Glasfenster in der Kapelle im Attergauer Seniorenheim in St. Georgen im Attergau

Salzburg
- Fresken in der Marienkapelle des Klosters St. Peter in Salzburg[2]

Steiermark
- Glasfenster in der Münzgrabenkirche in Graz

Wien
- Familienidyll, Sgraffito, Wohnhausanlage Vivariumstraße Wien 2
- 1983: 7-teilige Echtantikglaswand, 120 m², Pfarrkirche zum Göttlichen Erlöser, Brigittenau, Wien
- 22 Glasfenster in der Ruprechtskirche in Wien
- 1959/60: Wandmalerei in der Dreifaltigkeitskapelle im Neuen Seitenstettener Hof am Franz-Josefs-Kai Nr. 29[3]

## Werke im Ausland
- 14 Glasfenster, Assumption Church, Edmonton, Kanada
- 49 Glasfenster, Basilica annuntiationis B. Mariae Virginis (Verkündigungsbasilika), Nazareth, Israel
- 8 Echtantikglasfenster, Convento S. Domenico, Neggio bei Lugano, Schweiz
- Totentanz, Fresko, Burg Taufers, Südtirol